# Station Brive-la-Gaillarde
Station Brive-la-Gaillarde is een spoorwegstation in de Franse gemeente Brive-la-Gaillarde.